# San Clemente (Kalifornie)
San Clemente je nejjižněji položené město v okrese Orange. K roku 2010 zde žilo 63,522 obyvatel. San Clemente je především známo pro své krásné výhledy na Tichý Oceán a okolní kopce. Slogan města je "Španělská vesnice u moře", a to díky tomu, že většina města je postavena ve Španělském koloniálním architektonickém stylu. 

## Historie
Před kolonizací Španěly byla oblast dnešního San Clemente obývána domorodými Američany z kmene Juaneño. Oblast zůstala bez povšimnutí Španělů až do roku 1776, kdy zde vyrostla misie San Juan Capistrano, což vedlo k zakládání vesnic v blízkosti misie.
Pozemky na nichž stojí San Clemente několikrát měnily majitele. Roku 1925 Ole Hanson, bývalý starosta Seattlu koupil pozemek o výměře 8 km2. Hanson věřil, že zdejší příjemné klima, nádherné pláže, a úrodná půda poslouží jako útočiště lidem, kteří jsou již unaveni ruchem velkých měst. Nové město pojmenoval po blízkém ostrově San Clemente. Hansonova vize města byla založit klasickou přímořskou rekreační oblast. Kvůli tomu byla vydána městská vyhláška, která přikazovala stavět budovy ve městě pouze ve španělském kolonizačním architektonickém stylu. Nicméně tato vyhláška neměla dlouhého trvání, a tak centrum města poskytuje vcelku rozmanité architektonické styly.
Hanson uspěl v propagaci svého nově založeného města, a přilákal tak mnoho lidí lačnících po svém vlastním domě.  Hanson založil také hodně veřejných míst, jako bylo například místní molo. Město bylo oficiálně osamostatněno 27. února 1928.
Roku 1969 zakoupil president Richard M. Nixon část jednoho komplexů budov, které zde vytvořil Ole Hanson. Nixon ji začal říkat "La Casa Pacifica", ale často byl komplex nazýván "Bílým Domem Západu". La Casa Pacifica se rozkládá nad jedním z nejlepších surfovacích míst na celém západním pobřeží.

## Fotogalerie

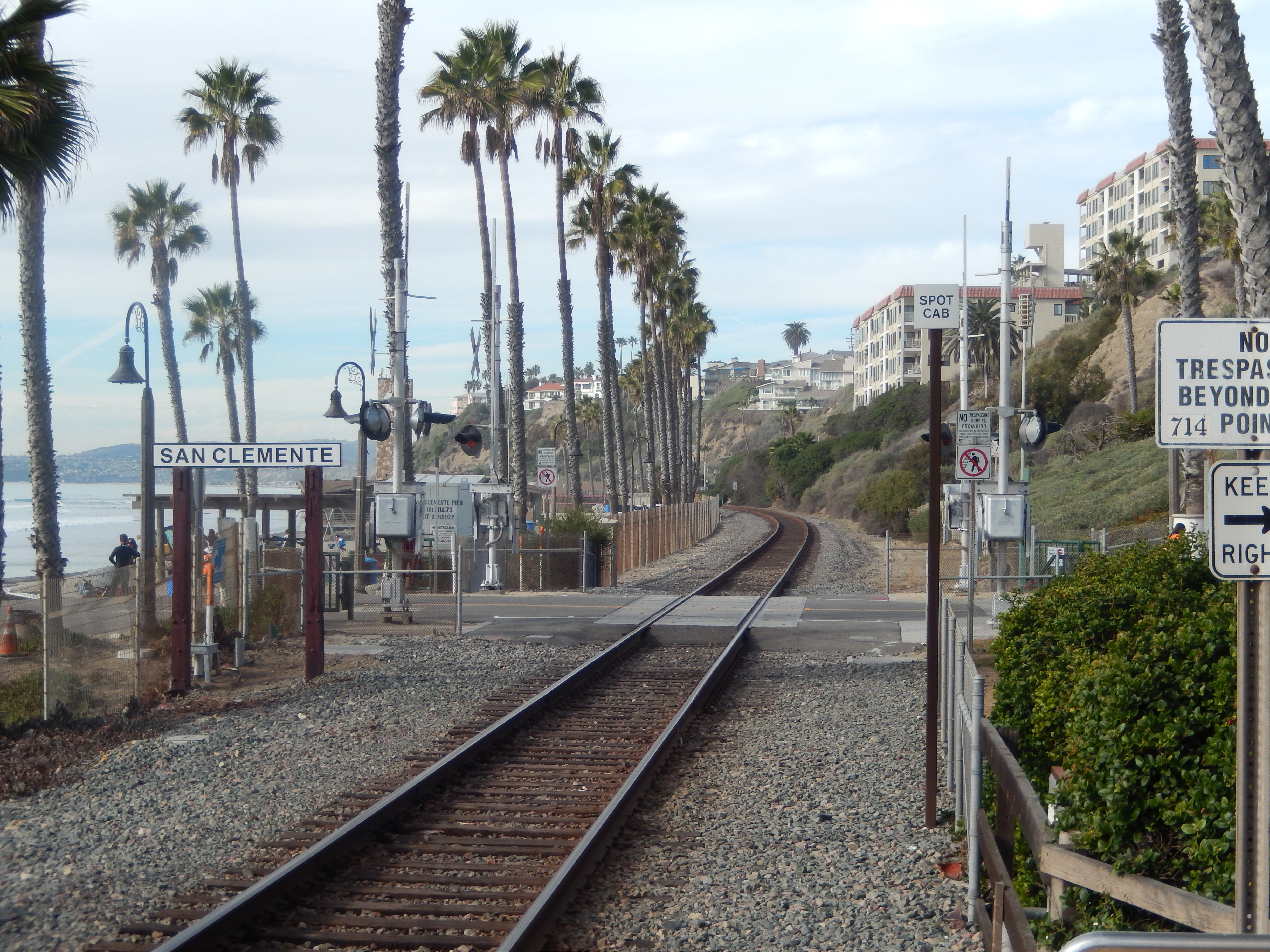
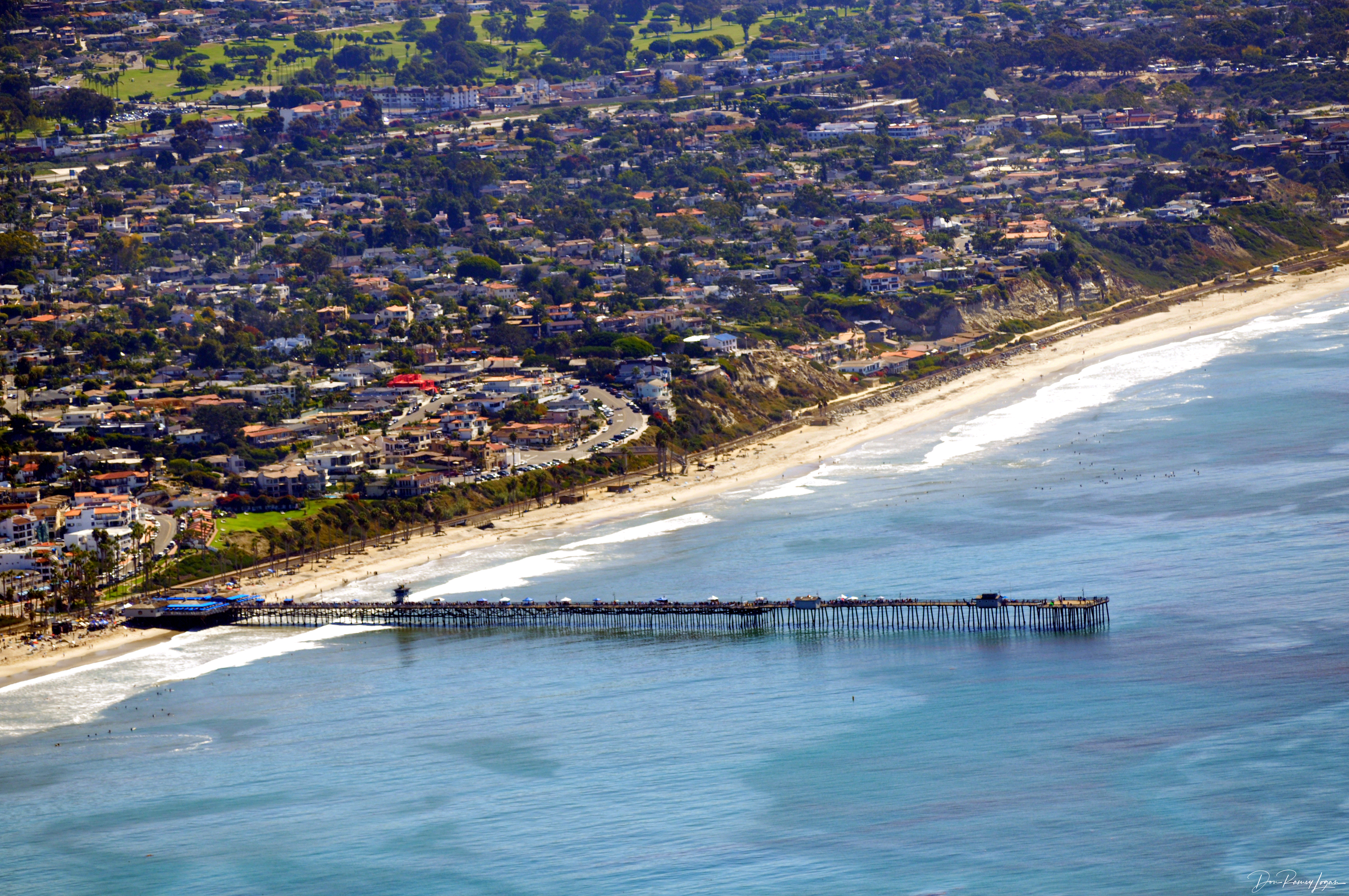
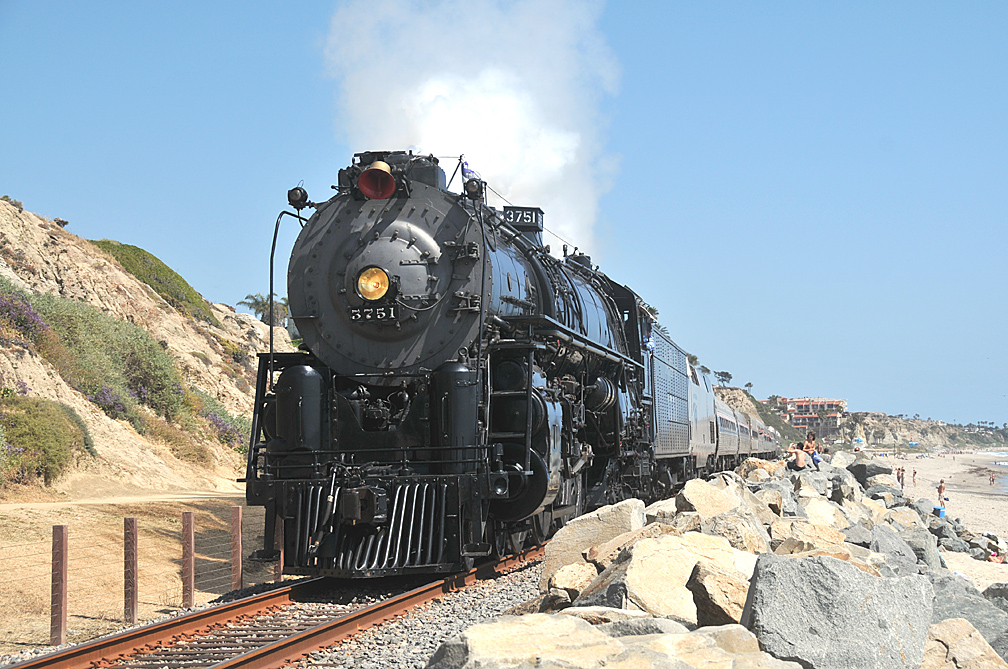
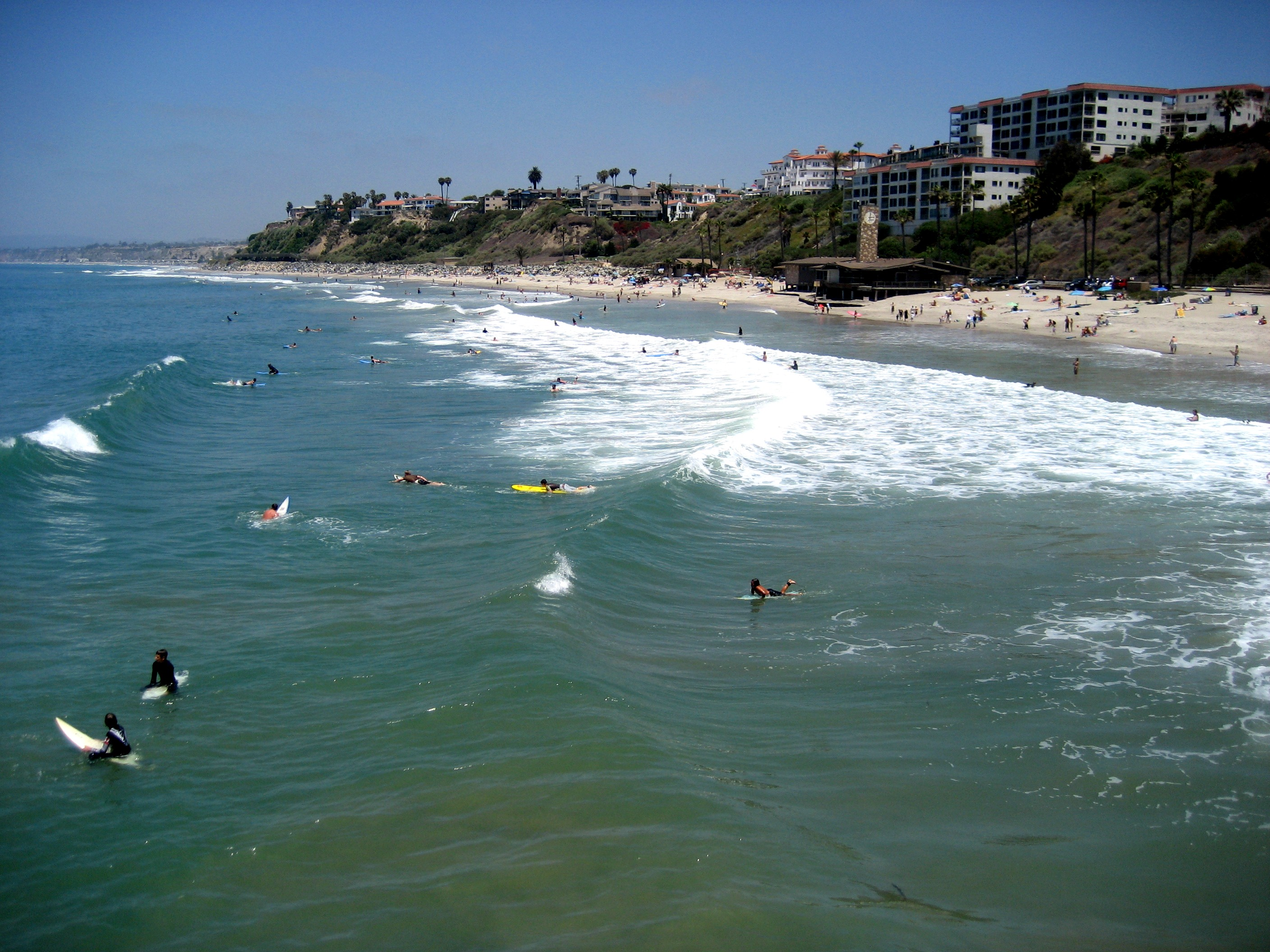
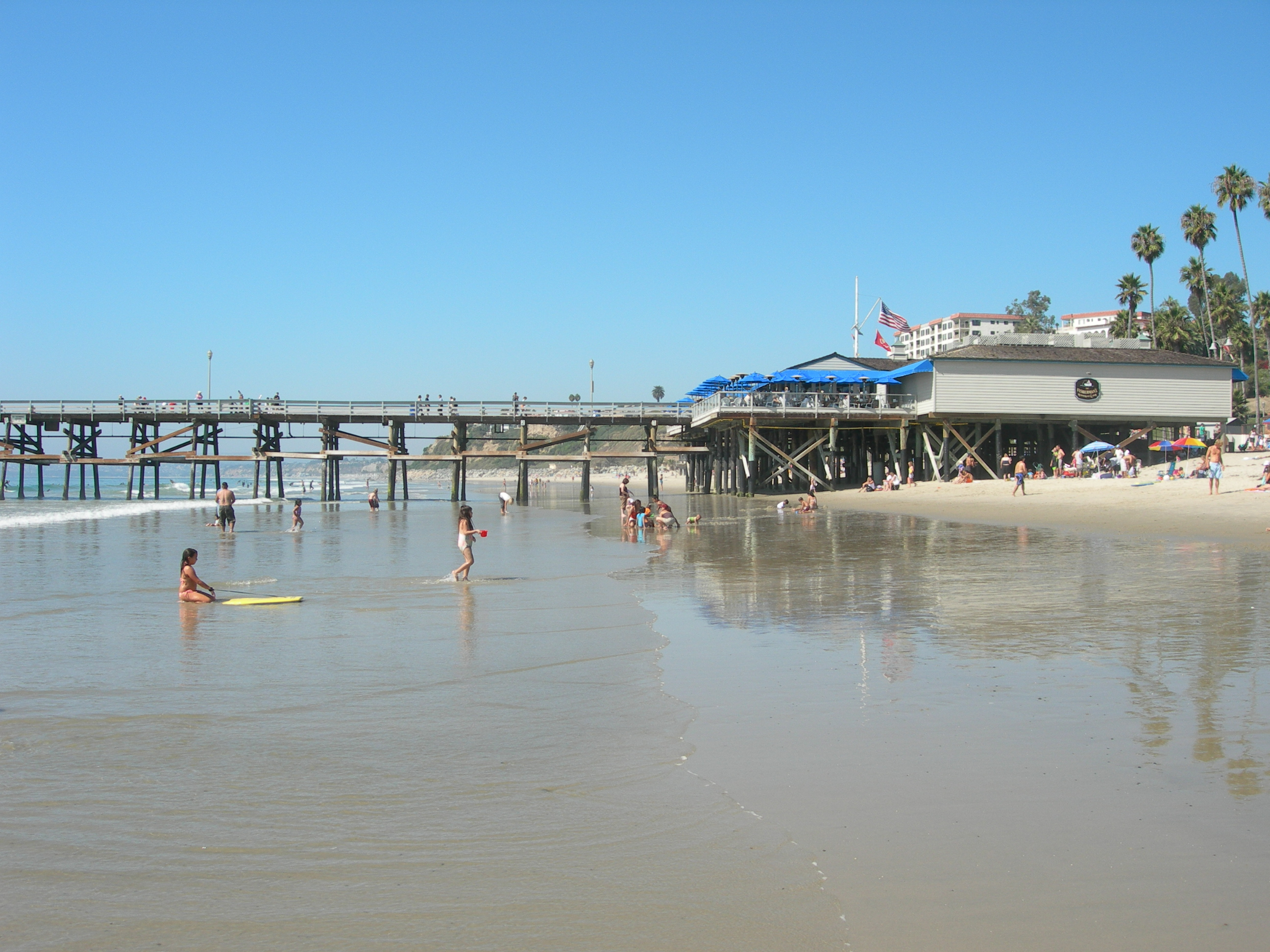

## Geografie
San Clemente se rozkládá na 51 km2, ze kterých je 2 km2 voda. Město má  příjemné přímořské klima s teplotami celoročně dosahujícím k průměrné teplotě 21 °C. Nejteplejším měsícem je srpen s průměrnou teplotou 26 °C. Naopak nejchladnějším měsícem je prosinec s průměrnou teplotou 18 °C.       